# Second traité de Prairie du Chien
Pour les articles homonymes, voir Traité de Prairie du Chien.

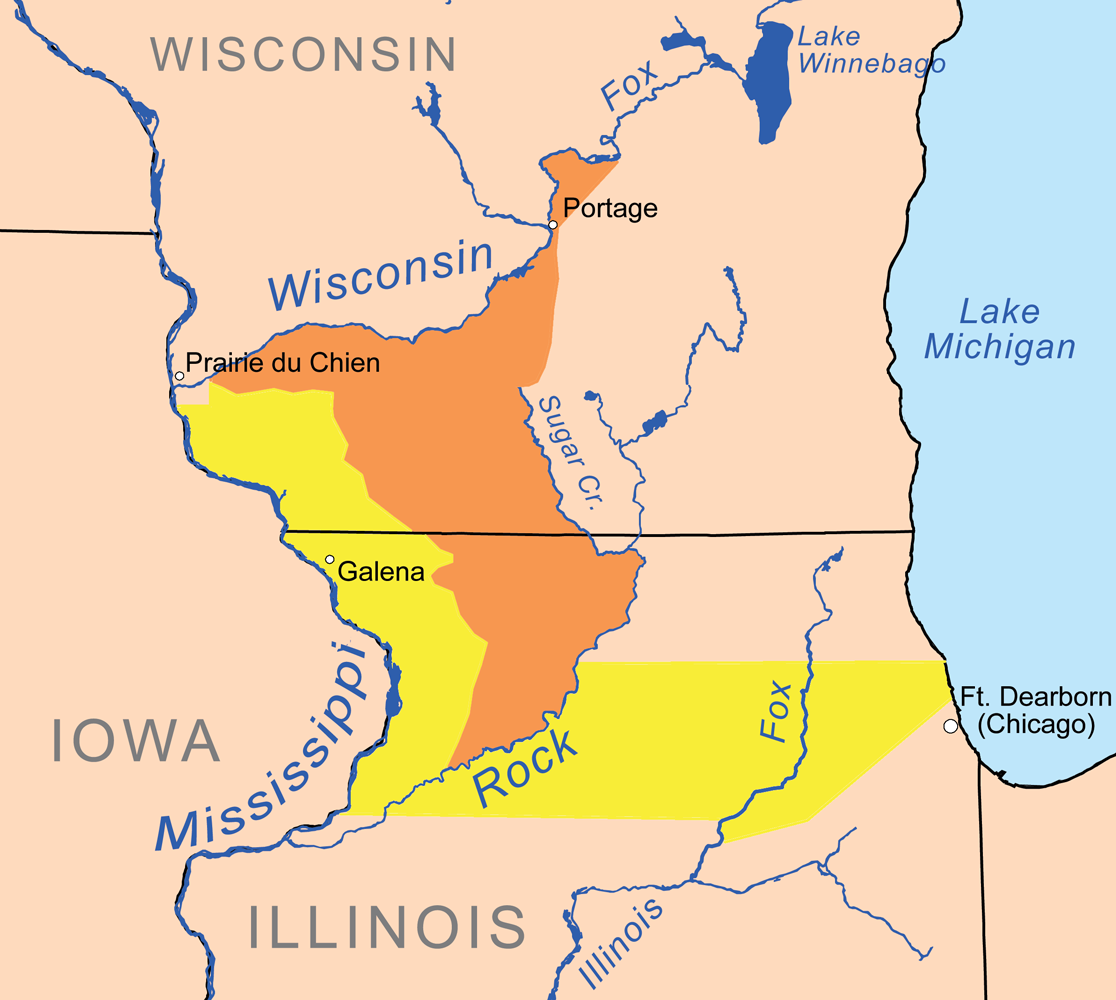
Terres cédées aux États-Unis en 1829 par le Conseil des Trois Feux en jaune et les Winnebagos en orange.

Le second traité de Prairie du Chien fut signé par le général John McNeil, le colonel Pierre Menard et Caleb Atwater pour les États-Unis, et les représentants du Conseil des Trois Feux (aussi connus comme les « Nations Unies des indiens Ojibwés, Outaouais et Potawatomis ») le 29 juillet 1829 et publié le 2 janvier 1830.
Le troisième traité de Prairie du Chien fut signé le même été avec les Winnebagos et également publié le 2 janvier 1830.
Le traité cède aux États-Unis des territoires du nord-ouest de l'Illinois et du sud-ouest du Wisconsin, ainsi que ceux récemment occupés par les localités de Wilmette et Evanston dans l'Illinois. Il établit une réserve dans l'ouest de l'Illinois pour les Potawatomis (qui seront déportés, plus tard, au Kansas). Ce traité préserve également les droits du Conseil des Trois Feux de chasser sur les territoires concédés.

## Source
- (en) Cet article est partiellement ou en totalité issu de l’article de Wikipédia en anglais intitulé « Treaty of Prairie du Chien » (voir la liste des auteurs).